# Morteau
Morteau är en kommun i departementet Doubs i regionen Bourgogne-Franche-Comté i östra Frankrike. Kommunen ligger i kantonen Morteau som tillhör arrondissementet Pontarlier. År 2022 hade Morteau 6 905 invånare.

## Befolkningsutveckling
Antalet invånare i kommunen Morteau
Referens:INSEE

## Galleri

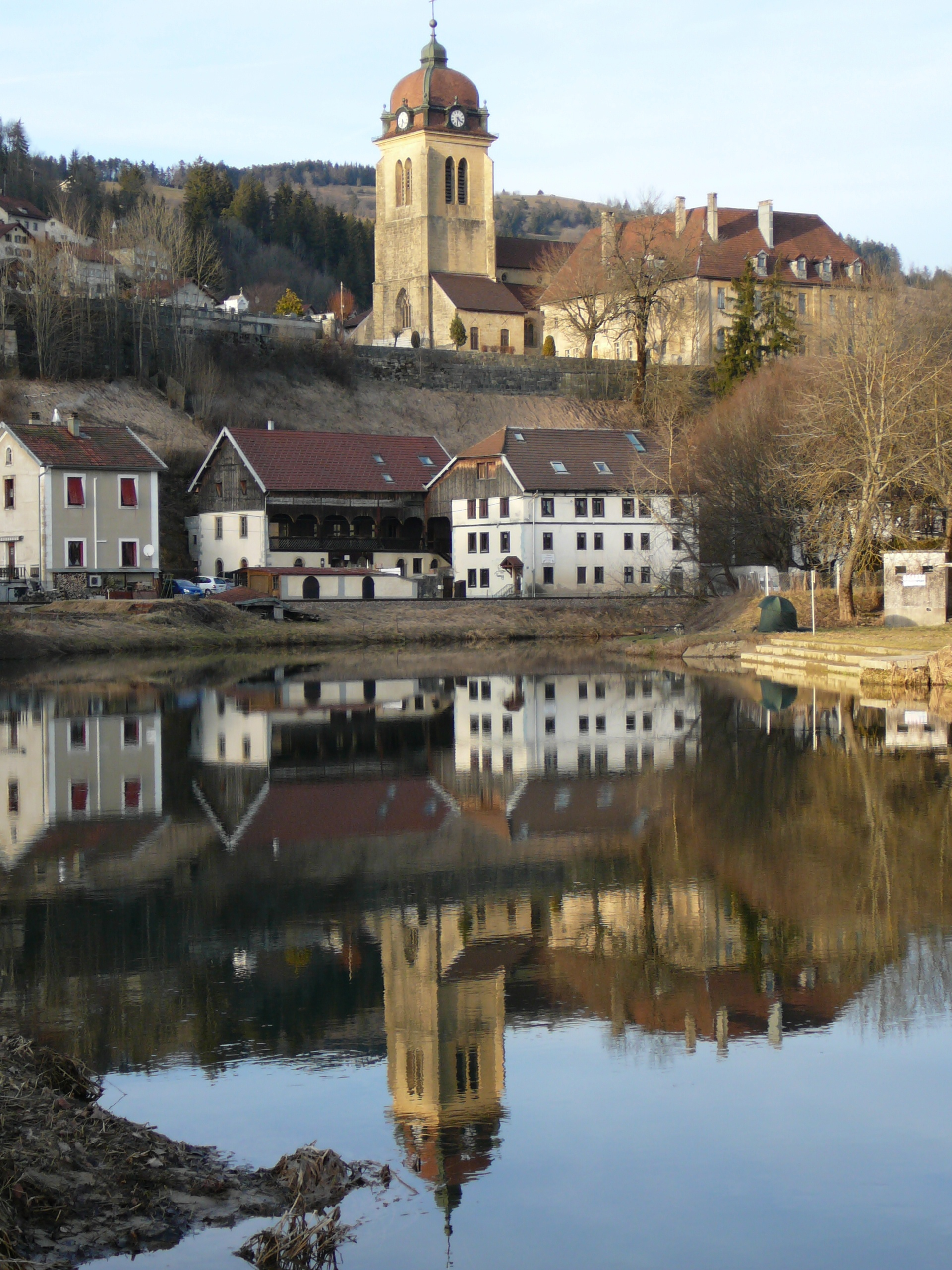
Kyrkan Notre-Dame i Morteau
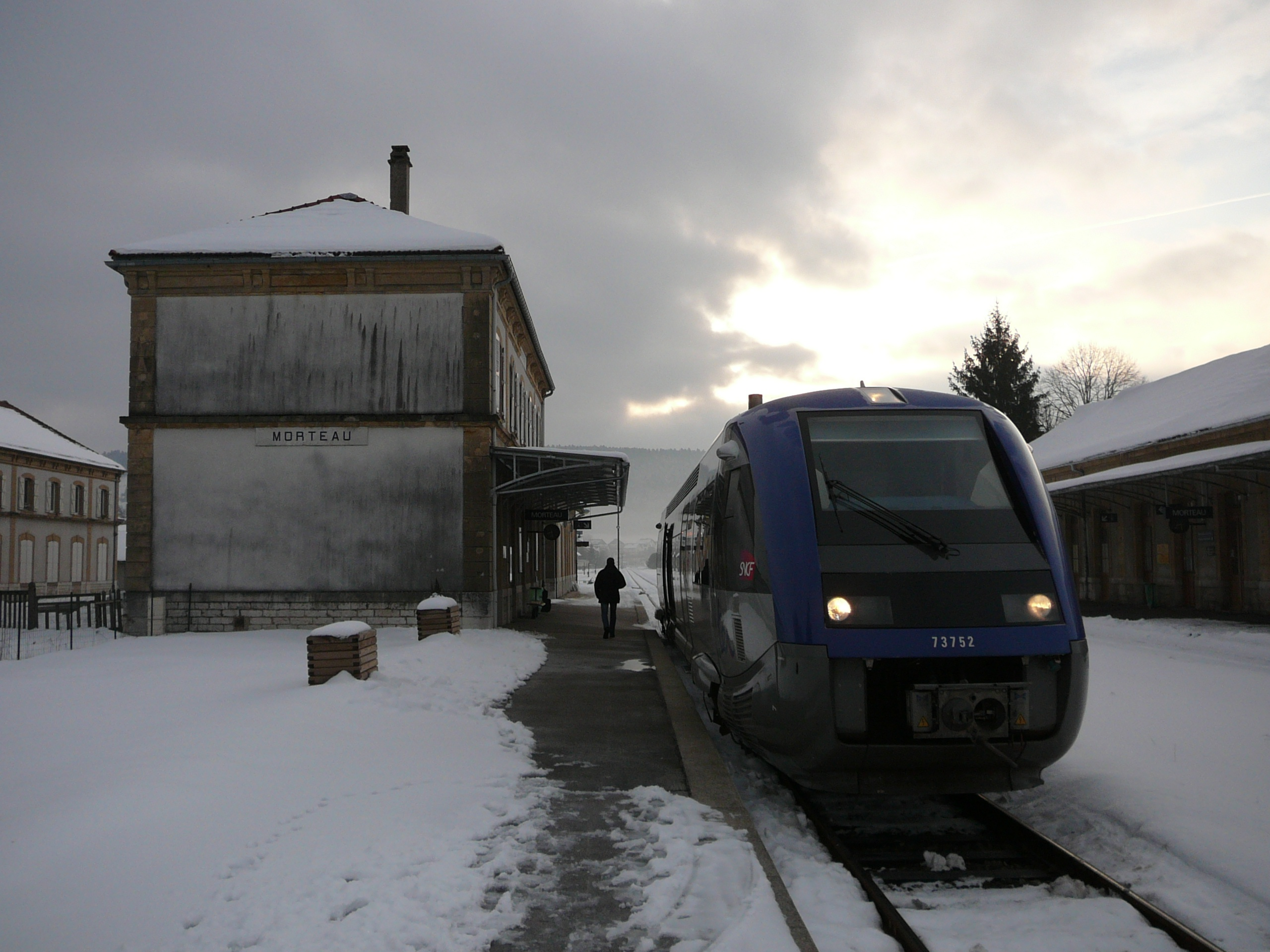
Järnvägen
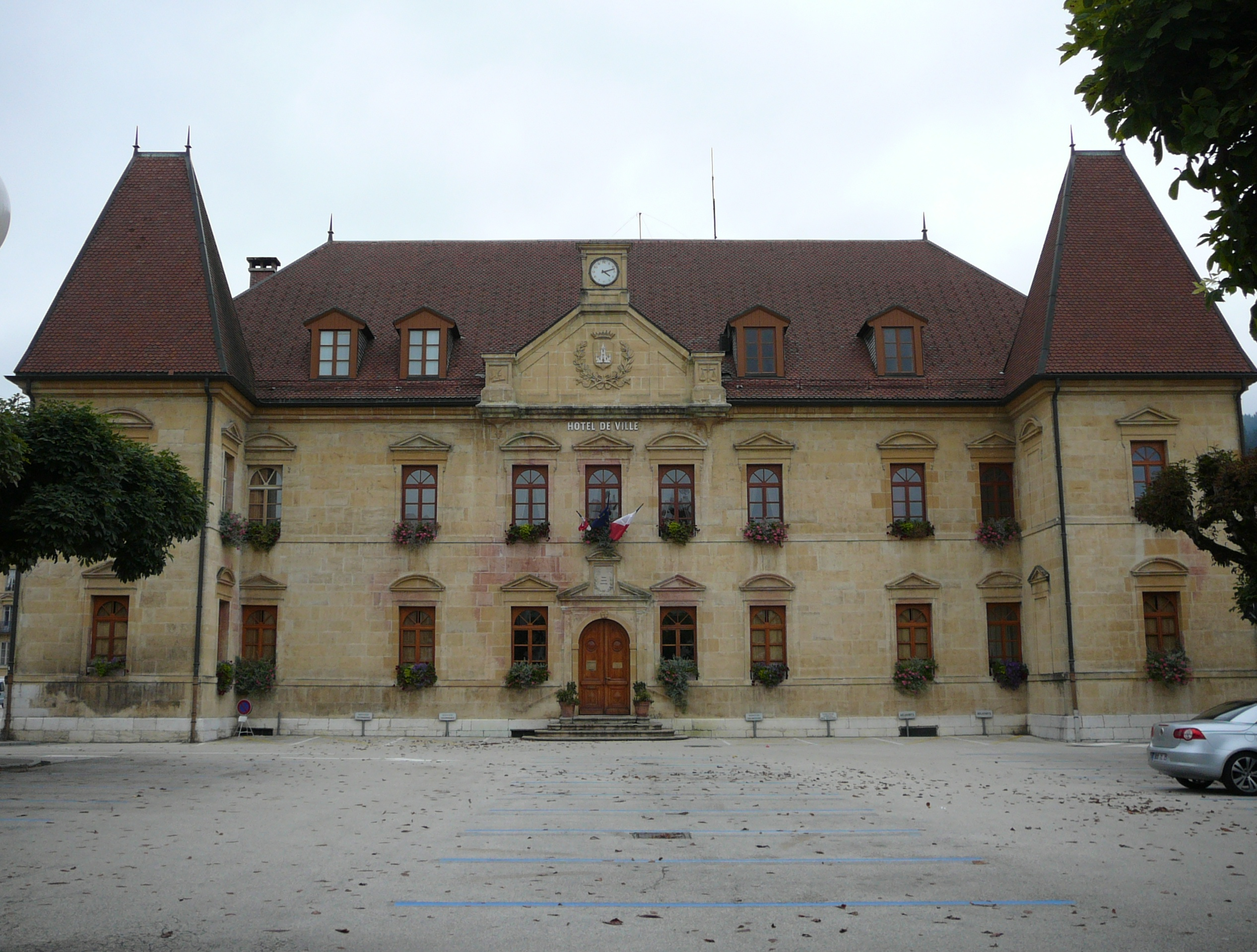
Kommunhus (Hôtel de ville)
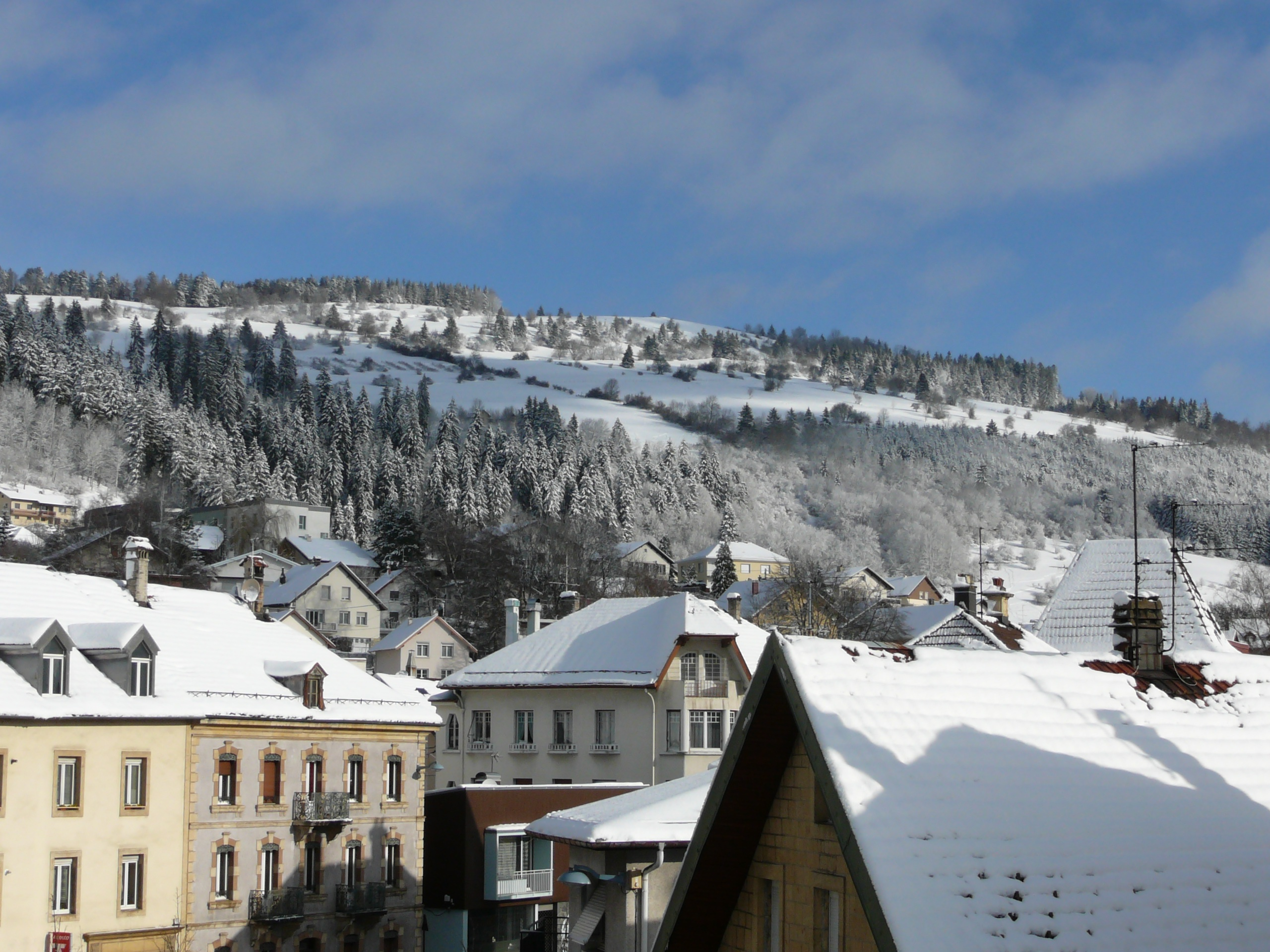
Vue sur le Mont Vouillot depuis Morteau
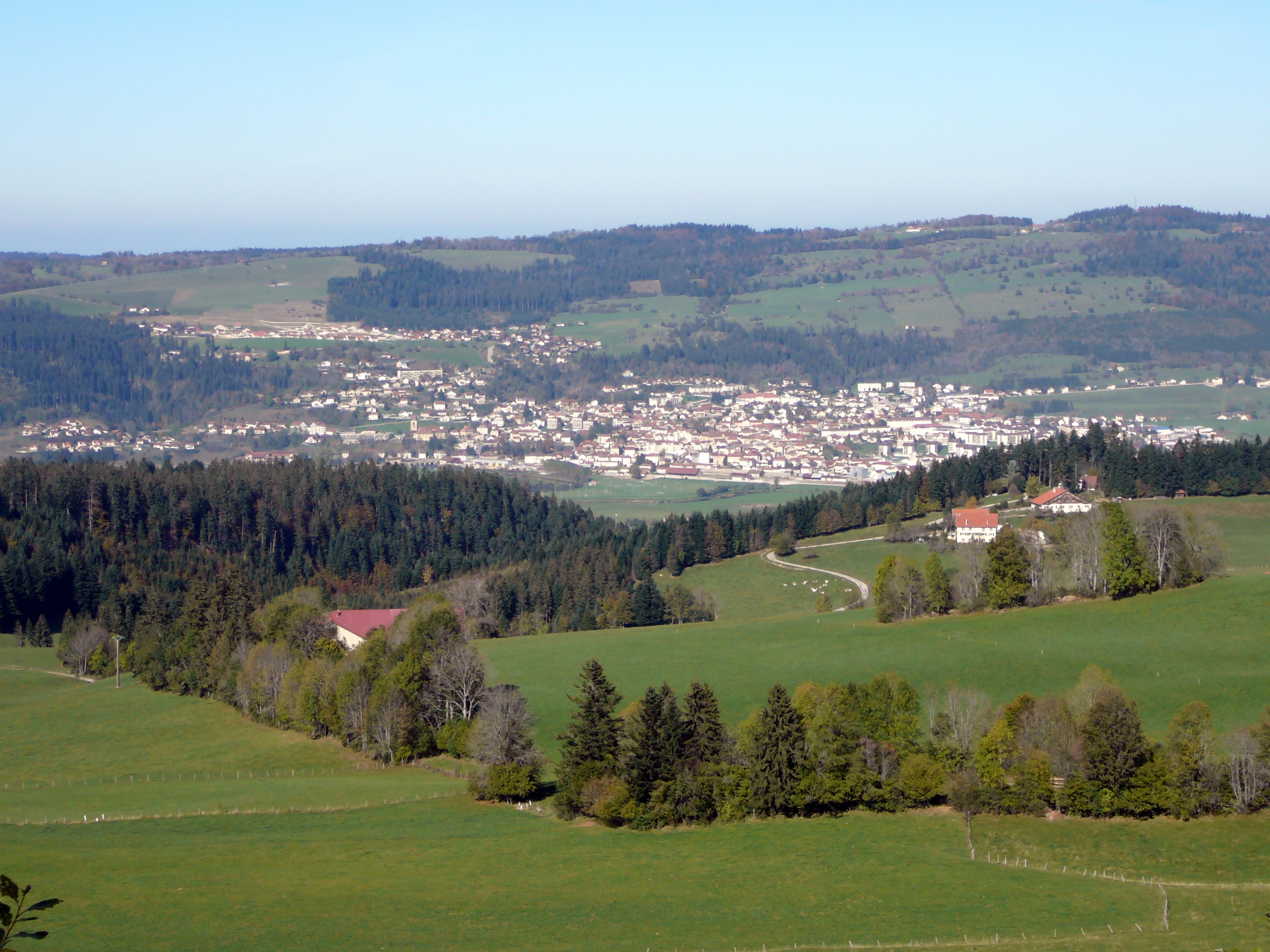
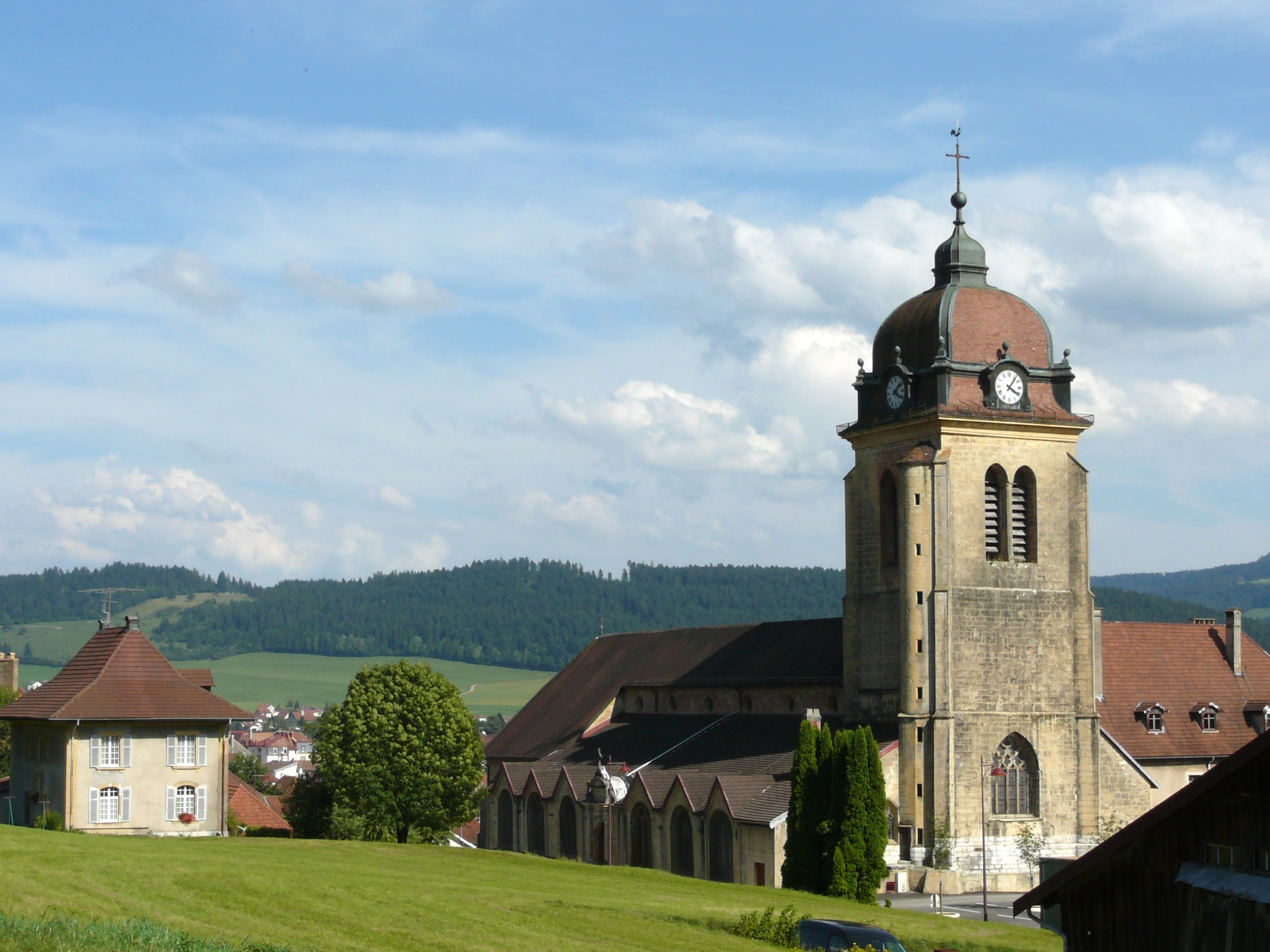
Kyrkan Notre-Dame i Morteau
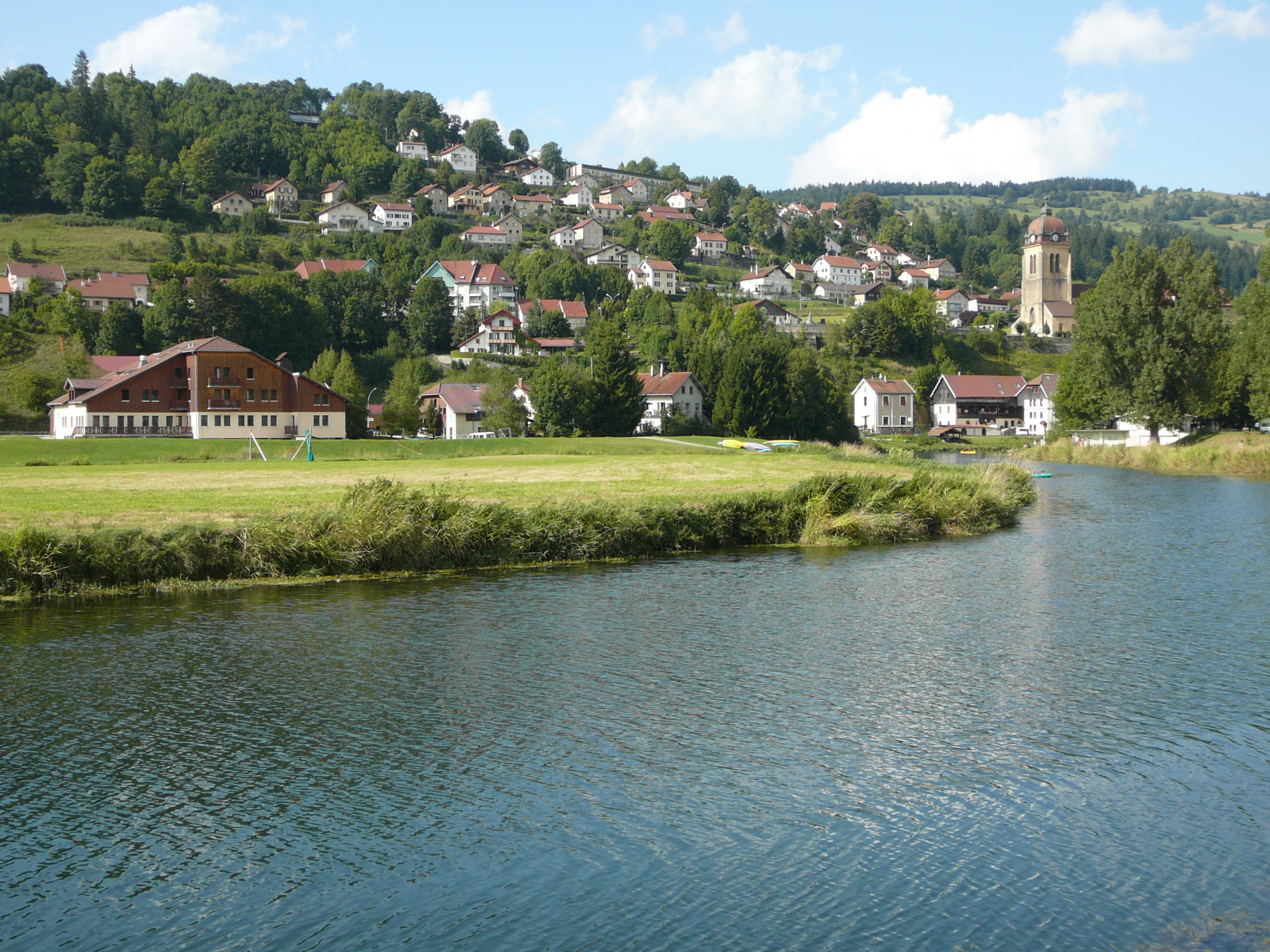